# Isabel de Guevara
Isabel de Guevara (1530 – después de 1556) fue una de las pocas mujeres europeas en aceptar la oferta de la corona española para unirse a la colonización española de América en el Nuevo Mundo durante la primera ola de conquista y repoblación. Guevara navegó en 1534 en el primer viaje de Pedro de Mendoza, con un grupo de 1.500 colonizadores, incluyendo veinte mujeres, con destino al Río de la Plata, región que es ahora Argentina. Según los archivos españoles, “sufrió todas las incomodidades y peligros de la conquista”. En la correspondencia de Guevara se dibuja uno de los retratos más elaborados y perdurables de los peligros de la vida colonial.
A los tres meses de su llegada, debido a la hostilidad de los indígenas, la inanición y la privación, Isabel de Guevara evaluó que unos mil colonos que habían llegado con ella al Nuevo Mundo habían muerto de hambre.

## Conquistas coloniales
En una de sus primeras cartas, de Guevara describió como 160 colonizadores se quedaban detrás como fuerza defensiva mientras que "400 hombres y algunos caballos" iban delante al nuevo fuerte de Corpus Christi. Casi la mitad de los hombres murieron en la misión. De Guevara sobrevivió y describió a sus compañeros como “muy decaídos con los dientes y los labios negros, parecen más muertos que vivos”.
En 1556, de Guevara llevaba en América 22 años. Había perdido a su hermano o a su padre (los registros son poco claros) y estaba sin familia. Dejó Buenos Aires, cuando el fuerte quedó desierto, para hacer el arriesgado viaje de 800 millas arriba del río Paraná hasta Asunción, la capital de Paraguay. En 1542, contrajo matrimonio de conveniencia con Pedro de Esquivel (oficial militar Español, caballero castellano que fue ejecutado después en las guerras políticas internas.
En una carta que escribió en 1556 a la princesa Juana de Austria, cabeza del Consejo en las Indias, Isabel de Guevara argumentó que sus trabajos le daban derecho a una partición de tierra y a esclavos indígenas. Escribió que debido a que el hambre había causado que los colonizadores varones "se desvanecieran por la debilidad, todo el trabajo había quedado para las mujeres", incluyendo las labores civiles y militares.